# Isturgia pulinda deerraria
Isturgia pulinda deerraria é uma subespécie de insetos lepidópteros, mais especificamente de traças, pertencente à família Geometridae.
A autoridade científica da subespécie é Walker, tendo sido descrita no ano de 1861.
Trata-se de uma subespécie presente no território português.